# Il regalo più grande
Il regalo più grande è un singolo del cantautore italiano Tiziano Ferro, pubblicato il 9 gennaio 2009 come secondo estratto dal quarto album in studio Alla mia età.
A un mese dalla sua pubblicazione, il brano si è rivelato essere il più trasmesso dalle radio italiane e si è posizionato al quinto posto dei brani più venduti in Italia nel 2009.

## Descrizione
Quinta traccia di Alla mia età, Il regalo più grande è stato composto da Ferro nel 2004 con il titolo Il più grande regalo. Secondo quanto indicato nell'autobiografia Trent'anni e una chiacchierata con papà, il brano avrebbe dovuto essere presente nella lista tracce del terzo album Nessuno è solo (2006).

### Versioni
Il regalo più grande è stato tradotto in lingua spagnola con il titolo El regalo más grande. A differenza della versione originale, questa versione è stata registrata da Ferro sia da solista sia in collaborazione con le cantanti messicane Anahí e Dulce María ed entrambe le versioni sono presenti nell'edizione dell'album venduta in America Latina.
Un'ulteriore versione di El regalo más grande è stata incisa da Ferro nel 2009 insieme alla cantante spagnola Amaia Montero e pubblicata come singolo digitale il 7 aprile dello stesso anno.

### Apparizioni
Il regalo più grande è stato la colonna sonora della campagna 2009 per le donazioni del sangue dell'AVIS (associazione di cui Tiziano Ferro è testimonial) e da gennaio 2017 dello spot Vodafone We CARE; è stato inoltre inserito nella raccolta Radio Italia Top Collection del 2011.

## Video musicale
Un'anteprima del videoclip viene trasmessa il 22 gennaio 2009 sul canale Fox Life. Diretto da Gaetano Morbioli e girato a New York, il video è incentrato sull'idea del regalo, non inteso come il classico dono, ma come l'universo di sentimenti e di gesti d'amore che sono "il regalo più grande". Il video ha vinto il Premio Videoclip Italiano 2009 nella Categoria uomini.
Tra gli interpreti del videoclip figura il giovane attore Michael Rainey Jr., che grazie alla sua partecipazione viene notato dall'attore e regista Silvio Muccino che lo sceglie personalmente come uno dei protagonisti del suo film Un altro mondo.

## Tracce
Il regalo più grande – Download digitale
1. Il regalo più grande – 3:48
2. El regalo más grande – 3:48
3. Il regalo più grande (Instrumental) – 3:52

El regalo más grande – CD promozionale (Colombia)
1. El regalo más grande (feat. Anahí y Dulce María) – 3:49

El regalo más grande – Download digitale
1. Tiziano Ferro y Amaia Montero – El regalo más grande – 3:47

## Classifiche
| Classifiche (2008-09) | Posizione massima |
| --------------------- | ----------------- |
| Colombia              | 11                |
| Italia                | 2                 |
| Messico               | 44                |

### Classifiche di fine anno
| Classifica (2009) | Posizione |
| ----------------- | --------- |
| Italia            | 5         |